# Ich weiß, was du getudel-tan hast
Ich weiß, was du getudel-tan hast (engl. Titel: Treehouse of Horror X) ist die 4. Folge der 11. Staffel der Serie Die Simpsons. Sie gewann 2002 den CINE Golden Eagle Award. Titel und Handlung sind eine grobe Anspielung auf den Film Ich weiß, was du letzten Sommer getan hast.

## Inhalt
Die Eröffnungssequenz wird von den Aliens Kang und Kodos präsentiert.

### Ich weiß, was du getudel-tan hast
Im Nebel überfährt Marge ihren Nachbarn Ned Flanders. Die ganze Familie ist geschockt und verheimlicht den Tod. Nach der Beerdigung steht auf der Haustür der Simpsons der Spruch: „Ich weiß was du getan hast“. Verschiedene Springfielder werfen der Familie Simpson verdächtige Blicke zu. Alle Wände im Haus sind mit dem Spruch beschrieben. Plötzlich steht eine Gestalt mit einer Hacke als Hand im Haus und die Familie flieht mit dem Auto. Als das Benzin leer ist, sehen die Simpsons, dass diese Gestalt Ned Flanders ist. Er erzählt ihnen, dass er von einem Werwolf angegriffen und ebenfalls zu einem Werwolf wurde, als er von den Simpsons überfahren worden war. Nach seiner Erzählung taucht hinter den Wolken der Vollmond auf, woraufhin Flanders zu einem Werwolf mutiert und Homer angreift.

### Verzweifelt auf der Suche nach Xena
Den Kindern in Springfield wird befohlen, ihre Süßigkeiten auf ein Röntgengerät zu legen, um zu überprüfen, ob sie etwas Gefährliches beinhalten (siehe Vergiftete Süßigkeiten zu Halloween). Dabei kommt es zu einem Unfall und Bart und Lisa bekommen Superkräfte. Bart kann sich übernatürlich weit dehnen und Lisa ist extrem stark geworden. Daher bekämpfen beide von nun an Bösewichte. Bei einer Comicmesse wird Lucy Lawless, die Darstellerin von Xena, von einem Comicsammler entführt, der berühmte Menschen sammelt. Stretch Dude (Bart) und Globber Girl (Lisa) verfolgen den Sammler, um Lucy alias Xena zu befreien. Der Sammler will die beiden in Säure eintauchen, doch beide können sich mit Hilfe von Lucy retten.

### Das Leben ist eine Rutschbahn und dann stirbt man
Weil Homer einen Computer im Kraftwerk nicht überwacht, fangen elektronische Geräte verrückt zu spielen und es kommt zum Weltuntergang. Lisa kann wegen ihrer hohen Intelligenz mit ihrer Mutter in ein Raumschiff steigen, welches auf einen anderen Planeten führt, der neu bevölkert wird. Bart und Homer werden zurückgelassen und denken, dass sie nun sterben müssen. Zu ihrer Überraschung sehen sie ein weiteres, unbewachtes Raumschiff, in das sie sofort einsteigen. Das Raumschiff, in dem nur Versager mitreisen, fliegt jedoch direkt in die Sonne. Weil die Passagiere anfangen schrecklich zu singen, halten es Bart und Homer nicht mehr aus und fliehen in den Weltraum.

## Produktion und Veröffentlichung
Die Folge wurde unter der Regie von Pete Michels produziert, das Drehbuch schrieben Donick Cary, Tim Long und Ron Hauge. Das Lied zu Bart und Lisa als Superhelden im zweiten Teil der Folge komponierte Alf Clausen. Als Gaststars treten in der Folge Lucy Lawless, Dick Clark und Tom Arnold auf.
Die Erstausstrahlung war am 31. Oktober 1999 bei FOX. Die deutsche Übersetzung wurde erstmals am 30. Oktober 2000 von ProSieben gezeigt.

## Rezeption
Bei Nielsen Media Research erhielt die erste Ausstrahlung der Folge eine Bewertung von 8.6, was etwa 8,7 Mio. Zuschauern entspricht. Neben der Auszeichnung mit dem CINE Golden Eagle Award 2000 wurde die Episode für den Golden Reel Award in der Kategorie „Beste Tonbearbeitung einer Fernsehsendung“ nominiert.
Laut Colin Jacobson setze die Episode die Simpsons-Halloween-Specials in gewohnt guter Qualität fort. Unter den drei Teilen sei der dritte der schlechteste, dessen Handlung schon altbekannt sei. Die beiden anderen böten eine lustige Horror-Parodie und eine clevere Superheldengeschichte.